# Austropotamobius
Austropotamobius là một chi tôm trong họ Astacidae. Chi này có 3 loài còn sống, và một loài hóa thạch có tuổi Barremian:
- Austropotamobius llopisi (Via, 1971) †
- Austropotamobius italicus (Faxon, 1914)
- Austropotamobius pallipes (Lereboullet, 1858)
- Austropotamobius torrentium (Schrank, 1803) — stone crayfish

## Hình ảnh

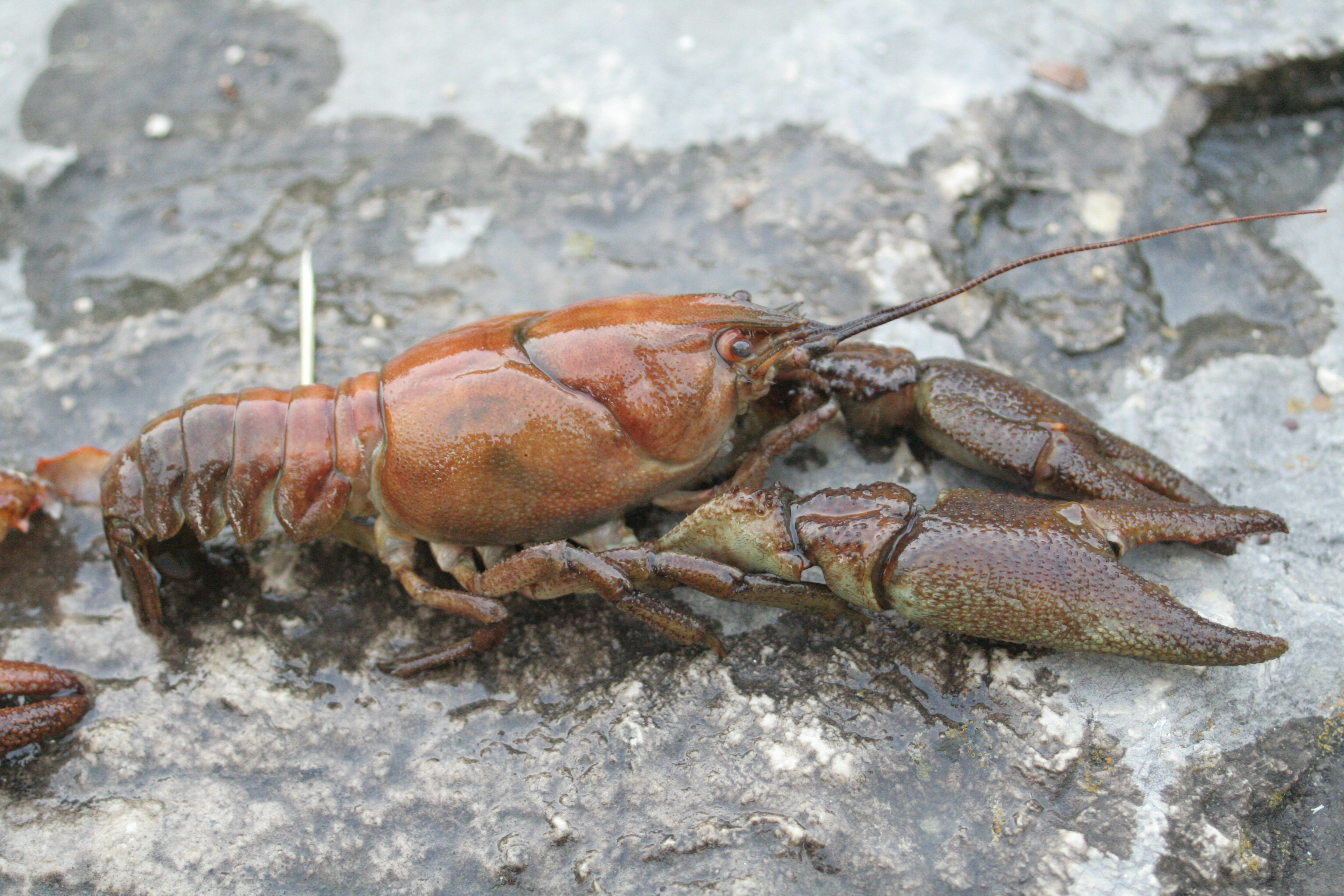